# Trachyandra
Trachyandra es un género con 72 especies de plantas bulbosas perteneciente a la familia Xanthorrhoeaceae. Es originario de Etiopía hasta el sur de África, península de Arabia y Madagascar.

## Especies
- Trachyandra acocksii
- Trachyandra adamsonii
- Trachyandra affinis
- Trachyandra aridimontana
- Trachyandra arvensis